# رودی ماتوندو
رودی ماتوندو (انگلیسی: Rudy Matondo؛ زادهٔ ۱۳ مارس ۲۰۰۸) بازیکن فوتبال اهل فرانسه است که در حال حاضر برای اوسر در پست هافبک بازی می‌کند.
وی همچنین در تیم‌های ملی فوتبال زیر ۱۶ سال و زیر ۱۷ سال فرانسه بازی کرده است.